# Thelypteris tuxtlensis
Thelypteris tuxtlensis là một loài dương xỉ trong họ Thelypteridaceae. Loài này được T. Krömer, Acebey & A.R. Sm. mô tả khoa học đầu tiên năm 2007.